# Hřensko
Hřensko település Csehországban, Děčíni járásban. Hřensko Janov, Labská Stráň, Jetřichovice, Arnoltice, Ludvíkovice, Děčín, Růžová, Reinhardtsdorf-Schöna, Bad Schandau és Sebnitz településekkel határos. Lakosainak száma 256 fő (2024. január 1.).

## Népesség
A település lakosságának változását az alábbi diagram mutatja:
| Lakosok száma | 1060 | 1132 | 914  | 266  | 285  | 266  | 273  | 288  | 224  | 256  |
|               | 1869 | 1900 | 1921 | 1961 | 1980 | 2011 | 2016 | 2019 | 2021 | 2024 |